# Autodesk 123D
Autodesk 123D war eine Suite des Unternehmens Autodesk für Hobby-CAD-Nutzer. Sie enthielt 3D-Modellierungs-Werkzeuge. Sie arbeitete mit Trimble SketchUp zusammen und basierte auf Autodesk Inventor.
Sie enthielt Basis-Funktionen zum Zeichnen und Modellieren. Die Daten konnten per STL-Export weitergegeben werden. Sie enthielt auch eine Bibliothek mit vorgefertigten Bausteinen und Objekten.
Autodesk 123D ermöglichte auch physikalische Objekte mit 3D-Druckern zu erstellen.
Autodesk 123D wurde im März 2017 eingestellt.